# 線維化

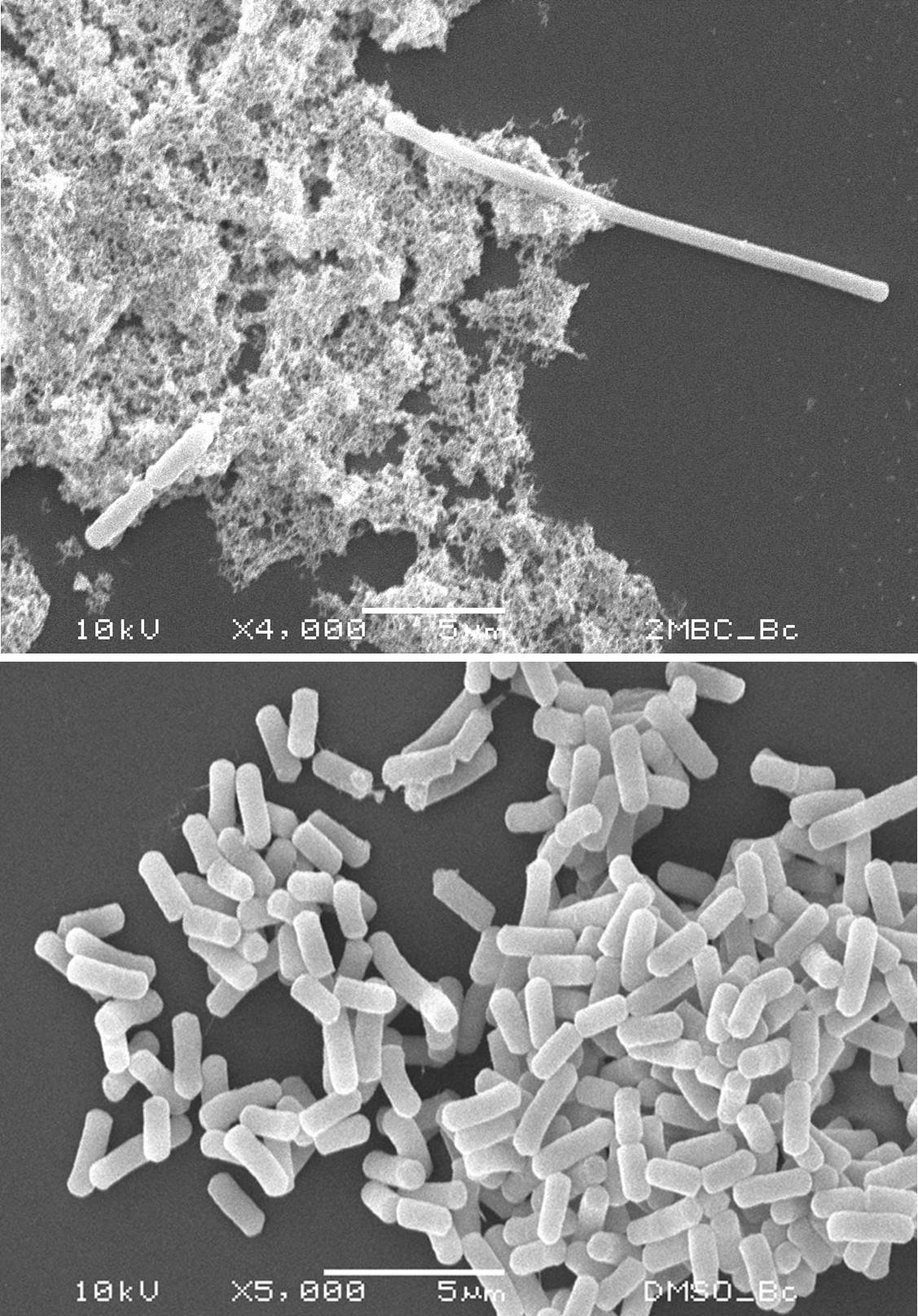
A) 抗菌処理後にフィラメントを形成したセレウス菌細胞（電子顕微鏡写真上段、右上）と、B) 未処理のセレウス菌の規則的な大きさの細胞（電子顕微鏡写真下段）。

線維化（せんいか、英: filamentation、フィラメンテーション）は、フィラメント形成（英: filament formation）とも呼ばれ、大腸菌などの特定の細菌の異常な増殖のことで、細胞は伸長し続けるが分裂はしない状態である（セプタムが形成されない）。分裂せずに伸長した細胞は、複数の染色体コピーを持っている。抗生物質やその他のストレス因子が存在しない場合、フィラメント形成は細菌集団では低頻度で発生するが（1～8時間培養の場合、短いフィラメントは4～8％、長いフィラメントは0～5％）、細胞長の伸長は細胞の摂取をより困難にすることにより、原生動物による捕食や好中球の食作用から細菌を保護する。フィラメント形成はまた、抗生物質から細菌を保護すると考えられている病原性因子でもあり、バイオフィルム形成などの細菌の病原性の他の側面に関連している。細菌が様々な化学的および物理的な薬剤（例えば、DNA合成阻害抗生物質、紫外線）で処理されると、細菌集団内のフィラメントの数と長さが増加する。大腸菌のフィラメント形成に関与する主要な遺伝子には、SulAとminCDがある。

## フィラメント形成

### 抗生物質によるフィラメント化
ペプチドグリカン合成阻害剤（例：セフロキシム、セフタジジム）の中には、隔壁でペプチドグリカンを架橋する原因となるペニシリン結合タンパク質（PBP）を阻害することでフィラメント形成を誘発するものがある（例：大腸菌および緑膿菌のPBP3）。側壁合成に関与するPBPは、セフロキシムやセフタジジムの影響を比較的受けないため、細胞の伸長は細胞分裂なしで進行し、フィラメント化が観察される。
DNA合成阻害およびDNA損傷抗生物質（例：メトロニダゾール、マイトマイシンC、フルオロキノロン、ノボビオシン）は、SOS応答を介してフィラメント化を誘発する。SOS応答は、DNAが修復されるまで隔膜形成を阻害し、この遅延により、損傷したDNAの子孫への伝達が停止する。細菌は、Zリングの形成を阻害するFtsZ阻害剤であるタンパク質SulAを合成することにより隔膜形成を阻害し、それによってPBP3の動員と活性化を停止させる。細菌が葉酸合成阻害剤（例：トリメトプリム）で処理することにより核酸塩基チミンを奪われると、これもDNA合成を阻害し、SOSを介したフィラメント形成を誘発する。SulAや他のFtsZ阻害剤（例：ベルベリン）によるZリング形成の直接阻害もフィラメント化を誘発する。
いくつかのタンパク質生合成阻害剤（例：カナマイシン）、RNA合成阻害剤（例：ビシクロマイシン）および膜破壊剤（例：ダプトマイシン、ポリミキシンB）もフィラメント化を引き起こすが、これらのフィラメントは上記の抗生物質によって誘発されるフィラメントよりもはるかに短い。

### 紫外線によるフィラメント化
紫外線は細菌のDNAに損傷を与え、SOS応答を介してフィラメント化を誘発する。

### 栄養物によるフィラメント化
栄養物の変化もまた、細菌のフィラメント化を引き起こす可能性がある。たとえば、細菌が飢餓によって核酸塩基チミンを奪われた場合、これはDNA合成を阻害してSOSを介したフィラメント化を誘発する。

## 参照項目
- 細菌の形態学的可塑性（英語版）
- セグメント細菌（英語版）